# مانگیدرانو
مانگیدرانو (به لاتین: Mangidrano) یک منطقهٔ مسکونی در ماداگاسکار است که در بالانانا واقع شده‌است. مانگیدرانو ۱۱۵ کیلومتر مربع مساحت و ۱۳٬۰۰۰ نفر جمعیت دارد و ۱٬۲۰۷ متر بالاتر از سطح دریا واقع شده‌است.